# Wilhelm Velthaus
Wilhelm (Willi) Heinz Velthaus (* 30. März 1886 in Dorstfeld; † 29. März 1934 in Hannover) war ein deutscher Lehrer und Politiker.

## Leben
Als Sohn eines Magazinverwalters geboren, studierte Velthaus nach dem Besuch des Gymnasiums in Dortmund Germanistik und Neue Sprachen in Marburg und Münster. Während seines Studiums wurde er 1905 Mitglied der Burschenschaft Alemannia Marburg, aus der er 1925 austrat. Nach seinem Studium war er als wissenschaftlicher Lehrer an der öffentlichen Rektoratsschule in Lengerich und am Pädagogium in Barsinghausen tätig. 1910 wurde er Leiter der privaten Unterrichtsanstalten des Handels- und Industrievereins in Bückeburg. 1917 wurde er in Münster zum Dr. phil. promoviert. Er studierte auch noch ein Semester Volkswirtschaft. 1919 wurde er unbesoldeter Stadtrat der Stadt Bückeburg. 1921 wurde er Syndikus des Landeswohlfahrtsamtes in Schaumburg-Lippe, das er ab 1923 leitete. 1925 übernahm er die Schriftleitung der Zeitschrift Die private Höhere Knabenschule. Nachrichtenblatt des Reichsverbandes privater höherer Knabenschulen und Vorbereitungsanstalten e. V. 1927 zog er nach Berlin-Charlottenburg, wo er ab 1. Juli als Hilfsarbeiter im Höheren Dienst des Polizeipräsidiums arbeitete und am 21. Juni 1928 zum Regierungsrat ernannt wurde. Von 1928 bis 1933 war er Landrat im Landkreis Osterode am Harz. Er wurde Mitglied der SPD, aus der er 1933 wieder austrat. Sein Versuch, Mitglied der NSDAP zu werden, scheiterte; er wurde am 22. Mai 1933 festgenommen und am 24. Juli wegen Diebstahls und Unterschlagung von Geldern zu drei Jahren Haft und einer Geldstrafe verurteilt. Noch durch Folgen eines früheren Verkehrsunfalls geschwächt, starb Velthaus 1934 im Gefängnislazarett in Hannover.

## Veröffentlichungen
- Luise von Bornstedt. Ein Frauenbild aus dem Kreise Annettens von Droste-Hülshoff. Dissertation Universität Münster 1917, Bückeburg 1922.